# Paul Neumann
Paul Neumann (ur. 13 czerwca 1875 w Wiedniu, zm. 9 lutego 1932 tamże) – austriacki pływak i lekarz pochodzenia żydowskiego. Uczestnik Igrzysk olimpijskich w Atenach.

## Życiorys
Neumann był synem światowej sławy lekarza. W 1892 zdobył mistrzostwo Austrii w pływaniu. Dwa lata później także został mistrzem kraju w konkurencji 500 metrów z czasem 9:24.2.
W 1896 na pierwszych nowożytnych igrzyskach w Atenach wystartował na dystansach 500 i 1200 metrów. Na tym krótszym okazał się bezkonkurencyjny, pokonując o ponad 1,5 minuty Greka Andoniosa Pepanosa. Ponieważ między tymi dystansami nie było przerwy, zmęczony Neumann nie zdołał ukończyć dłuższego dystansu.
Po sukcesie w Atenach Neumann emigrował do Stanów Zjednoczonych, by studiować na German Medical College w Chicago. W 1897 przeniósł się na Uniwersytet Pensylwanii, gdzie rozpoczął grę w piłkę wodną, a także został lekarzem i uzyskał tytuł doktora filozofii.
W tym samym roku ustanowił rekordy świata w pływaniu na dystansach 2, 3, 4 i 5 mil. Także w 1897 został mistrzem Stanów Zjednoczonych i Kanady w pływaniu. Rok później zdobył mistrzostwo Kanady w pływaniu na 880 jardów stylem dowolnym. Został także trzykrotnym mistrzem Stanów Zjednoczonych AAU – na 400 metrów, 880 jardów i 1 milę.
W 1984 został wprowadzony do International Jewish Sports Hall of Fame, a dwa lata później do International Swimming Hall of Fame.